# Astragalus farctissimus
Astragalus farctissimus es una especie de planta del género Astragalus, de la familia de las leguminosas, orden Fabales.

## Distribución
Astragalus farctissimus se distribuye por Turkmenistán, Tayikistán (Zeravshan) y Uzbekistán.

## Taxonomía
Fue descrita científicamente por Lipsky. Fue publicado en Trudy Imperatorskago S.-Peterburgskago Botaniceskago Sada. Acta Horti Petropolitani. xxvu. 150 (1910).
Sinonimia
- Astragalus janischewskyi Popov